# Lobosciara spinipennis
Lobosciara spinipennis är en tvåvingeart som först beskrevs av Mitsuhiro Sasakawa 1962.  Lobosciara spinipennis ingår i släktet Lobosciara och familjen sorgmyggor. Inga underarter finns listade i Catalogue of Life.